# Semilla (película)
Semilla es una película de la época pre-code estadounidense (1931), dirigida por John M. Stahl. El guion de  Gladys Lehman está basado en una novela de Charles Gilman Norris.

## Sinopsis
Bart Carter (Gohn Boles), un empleado de la Bliss Publishing Company, escribe una novela en la que deposita gran fe, aunque su esposa Peggy (Lois Wilson) se muestra completamente desinteresada por todo lo que no sea su hogar y sus cinco hijos. La exnovia de Bart, Mildred (Genevieve Tobin), directora de la empresa Bliss en París, expresa su deseo de leer el manuscrito durante una visita a Estados Unidos. Él la invita a cenar en su casa y, después, le lee el manuscrito incompleto. 
Mildred queda entusiasmada y convence al editor Bliss (Richard Tucker) para que ayude económicamente a Bart hasta que éste termine el libro. La novela se publica y obtiene un gran éxito. Tras recibir un cuantioso adelanto en efectivo, Bart pide a Peggy el divorcio. Dolida por esta petición, accede de mala gana a su deseo cuando se entera de que pretende casarse con Mildred.
Diez años más tarde, a Bart Carter, que ya es un escritor célebre, es acusado por la crítica, que antes tanto le había ensalzado, de realizar una obra de inferior calidad, pues se ve obligado a escribir con el único objetivo de ganar dinero para pagar los caprichos de Mildred. Este apremio financiero motiva también que no pueda ayudar económicamente a sus hijos.
Para recuperar su sentido de la responsabilidad, Peggy le invita a visitar a sus hijos, ya muy crecidos. Él admira a Margaret (Bette Davis), su encantadora hija, y se maravilla al ver cómo se las han arreglado sus cuatro hijos para seguir adelante sin él. Le pide entonces a Peggy que permita que sus hijos vivan con Mildred y con él, y, sabiendo que han llegado a una edad en la que el apoyo de un padre es importante, ella accede.
Al ver que Bart ama a sus hijos más que a ella, Mildred se encuentra con un futuro incierto, como intrusa en una familia cuya unidad casi ha destruido.

## Reparto
- John Boles: Bart Carter
- Lois Wilson: Peggy Carter
- Genevieve Tobin: Mildred
- Raymond Hackett: Junior Carter
- ZaSu Pitts: Jennie
- Bette Davis: Margaret Carter
- Richard Tucker: Bliss
- Frances Dade: Nancy
- Jack Willis: Dicky Carter
- Dick Winslow as Johnny Carter
- Bill Willis as Danny Carter
- Dickie Moore:Johnny Carter, de niño
- Helen Parrish: Margaret Carter, de niña